# Конференц-центр Кигали
Конференц-центр Кигали (англ. Kigali Convention Centre)  — конференц-центр расположенный в Кигали, столице Руанды.

## История
Проектирование здания было поручено в 2004 году немецкому архитектору Роланду Дитерле, работавшему в компании Siemens. Куполообразная форма здания была создана по образцу традиционного королевского дворца Руанды, копию которого можно увидеть в Королевском дворце-музее в Ньянзе. Купол прозрачный и оснащён LED-панелями, которые светятся ночью синим, жёлтым и зелёным цветами флага Руанды.
В 2007 году для строительства комплекса были объединены ресурсы трёх руандийских корпоративных инвесторов, создав для развития и владения центром компанию Ultimate Concept Limited в котором их доли составляют соответственно: Prime Holdings Limited — 50%, Social Security Fund of Rwanda — 25% и Rwanda Investment Group — 25%.
Реализация проекта была поручена китайской строительной компании Beijing Construction Engineering Group (BCEG). Строительство конференц-центра началось в 2009 году, а открытие первоначально планировалось на 2011 год, но несколько раз откладывалось. После задержек проект был передан турецкой строительной компании Summa. Открытие состоялось в июле 2016 года. Строительство конференц-центра обошлось в общей сложности около 300 млн. $, что сделало его самым дорогим зданием в Африке. Ранее это была Библиотека Александрина в Египте, стоимость строительства которой составила около 220 млн. $.
Конференц-центр расположен на шоссе KN5, рядом с кольцевой развязкой KG2, примерно в 6 километрах к западу от международного аэропорта Кигали. Это примерно в 7 километрах к востоку от района Кигали под названием Ньябугого.
Вся территория конференц-центра занимает площадь около 80000 м2 и состоит из четырёх основных компонентов:
- 5-звёздочный отель Radisson Blu Hotel Kigali[англ.] с 292 номерами на шести этажах
- Конференц-центр на 2600 мест[11]
- Информационный технологический парк Кигали площадью с 32200 м2 арендуемых офисных и торговых площадей и может вместить более 5 000 человек.[11][12]
- Музей на нижнем этаже офисного парка ИТ

В декабре 2019 года на парковке перед конференц-центром была установлена 12-метровая скульптура Ахмеда Аль-Бахрани в форме человеческой руки.

## Мероприятия
- Встреча глав правительств стран Содружества наций 2022 года
- Саммит Африканского союза 8 июля 2016 года
- Всемирный экономический форум для Африки 2016 года
- Саммит «Трансформация Африки» в октябре 2013 года, октябре 2015 года и мае 2017 года

## Галерея

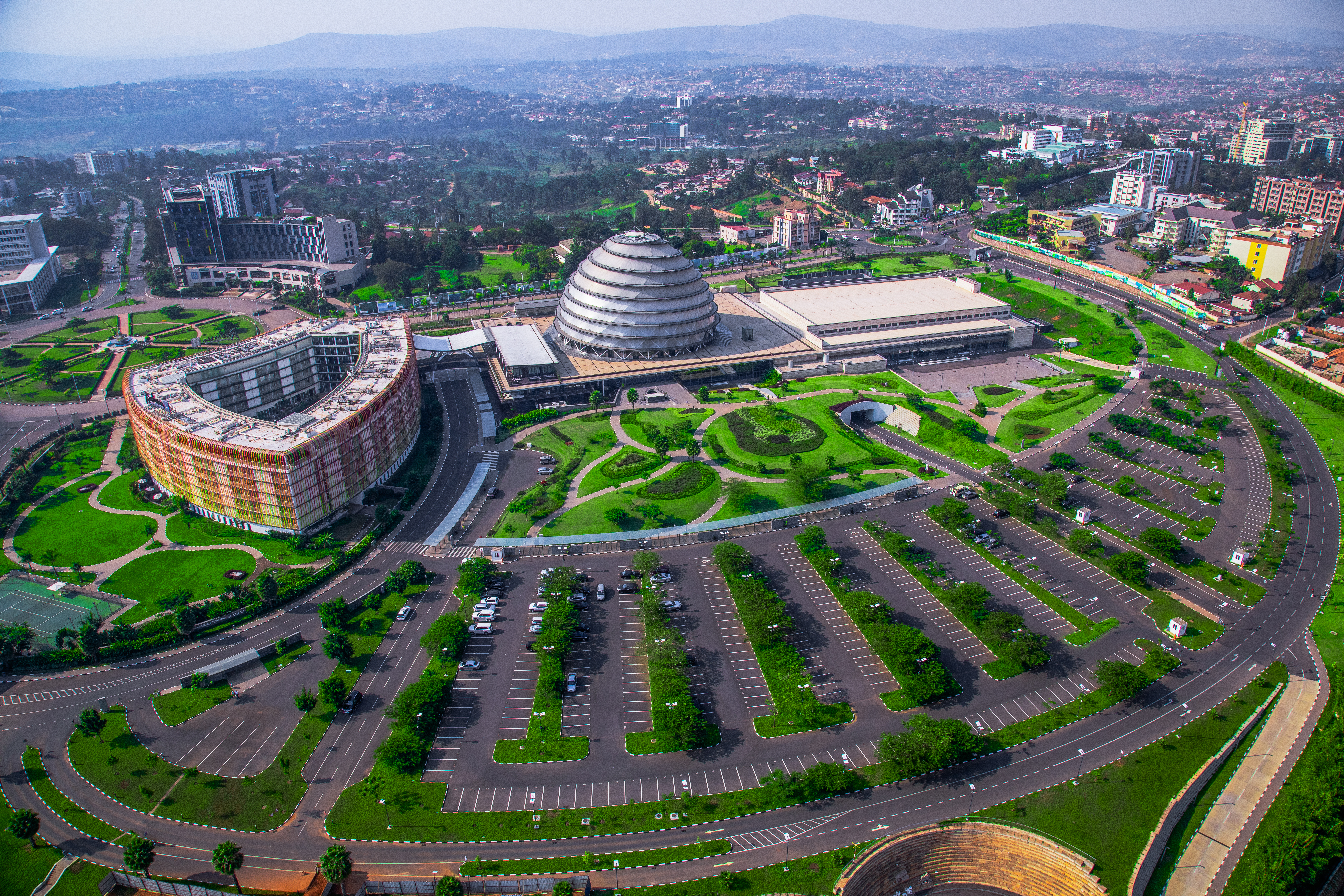
Общий вид с воздуха на территорию конгресс-центра
Подсветка купола в цветах флага Руанды
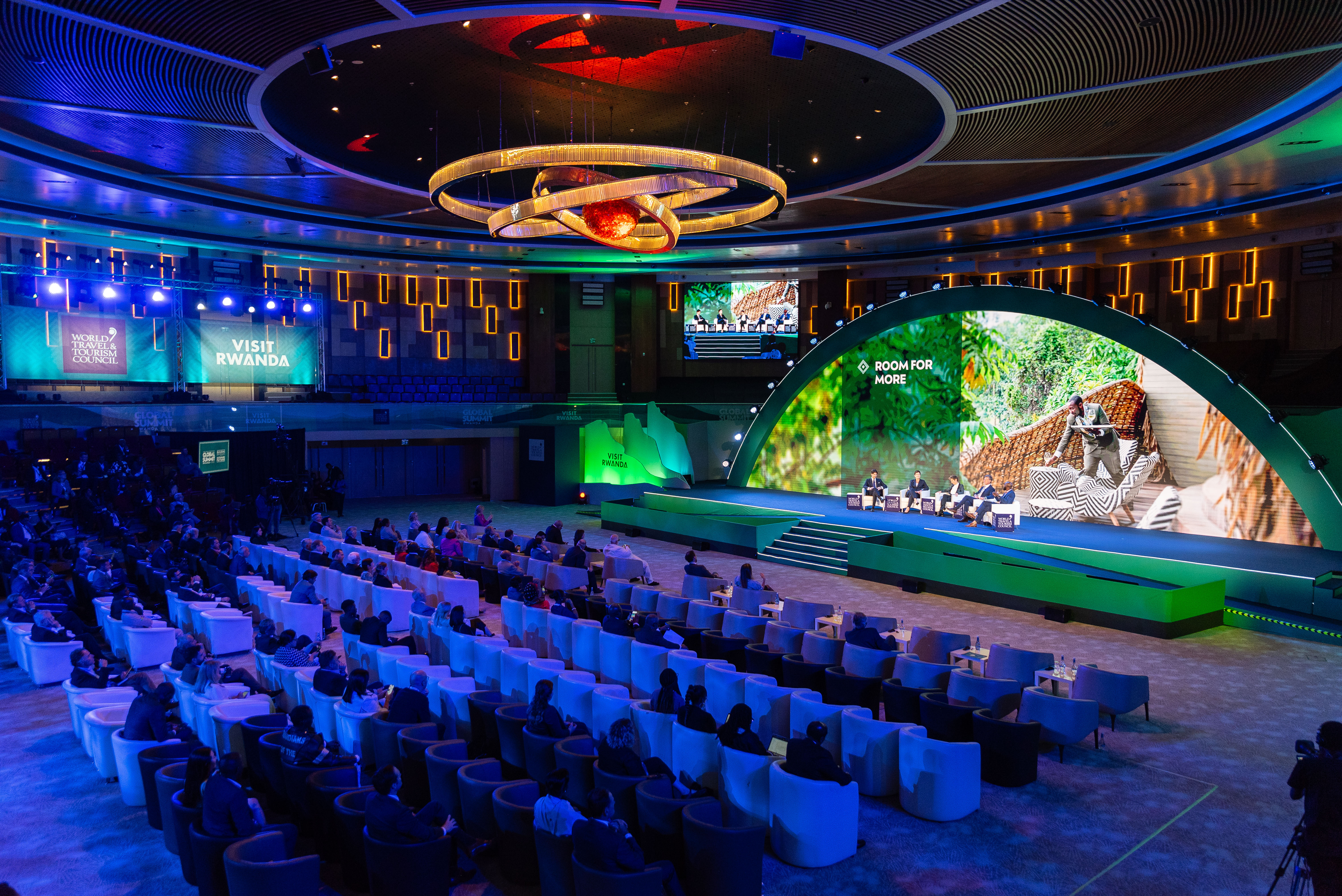
Зал во время туристического конгресса